# Précorbin
Précorbin foi uma comuna francesa na região administrativa da Normandia, no departamento Mancha. Estendia-se por uma área de 7,23 km². Em 2010 a comuna tinha 522 habitantes (densidade: 72,2 hab./km²).
Em 1 de janeiro de 2016, passou a formar parte da nova comuna de Saint-Jean-d'Elle.